# Juliana Rotich
Juliana Rotich är en kenyansk datavetare och IT-entreprenör. Hon är främst känd för att ha utvecklat Ushahidi, en webbapplikation för att snabbt samla och visualisera medborgargenererad information om krig, naturkatastrofer och liknande kriser. 
Hon är vidare en flitig bloggare och debattör, främst inom frågor som rör teknik i Afrika och miljöfrågor. 